# Сани, звезда у успону
Сани, звезда у успону (енгл. Sonny with a Chance) америчка је телевизијска серија која се емитовала од 8. фебруара 2009. до 2. јануара 2011. на Дизни каналу, чији је творац Стив Мармел. Серија прати искуства тинејџерке Сани Монро, коју тумачи Деми Ловато, која постаје најмлађи прихваћени члан њене омиљене серије, Тако случајно!.
Сани, звезда у успону је прва серија Дизни канала која је снимљена и емитована од самог почетка у високој резолуцији. Као и већина ситкома Дизни канала, снима се на касету, али користи „филмизиран” изглед. Током друге сезоне, неке сцене су снимљене на локацији.
Друга сезона серије наручена је јуну 2009, која се емитовала у марту 2010. са 6,3 милиона прегледа. Дизни канал је у новембру 2010. наручио трећу сезону серије, али није било сигурно шта ће се десити са Демином улогом, која је две недеље пре тога кренула на третмане због личних проблема. Продукција треће сезоне почела је у јануару 2011. без Деми, фокусирајући се више на Тако случајно! него на иза сцене. У априлу 2011, Дизни канал је најавио се Деми неће вратити као главна улога и да се Сани, звезда у успону неће емитовати, користећи трећу сезону као материјал за нову серију Тако случајно!. Нова серија приказала је једну сезону након чега је серија прекинута.

## Радња
Сани Монро је предодређена за славу након што холивудски продуценти виде филм који је снимила и ставила на интернет. Сани је ускоро одведена из своје куће у Висконсину и стиже у Холивуд где јој је понуђена главна улога у њеној омиљеној телевизијској серији која ће јој променити живот.

## Епизоде
| Сезона | Сезона | Епизоде | Премијерно приказивање (САД) | Премијерно приказивање (САД) | Премијерно приказивање (Србија) | Премијерно приказивање (Србија) |
| Сезона | Сезона | Епизоде | Прва епизода                 | Последња епизода             | Прва епизода                    | Последња епизода                |
| ------ | ------ | ------- | ---------------------------- | ---------------------------- | ------------------------------- | ------------------------------- |
|        | 1      | 21      | 8. фебруар 2009.             | 22. новембар 2009.           | TBA                             | TBA                             |
|        | 2      | 26      | 14. март 2010.               | 2. јануар 2011.              | TBA                             | TBA                             |

## Ликови
- Сани Монро (Деми Ловато) је дружељубива, ексцентрична и добронамерна тинејџерка из Аплтона, Висконсина, која главну улогу игра на својој омиљеној телевизијској серији, Тако случајно!. Она је звезда у успону у ансамблу и труди се да буде најбоља комичарка који може бити. Сани често покушава да реши текући сукоб између Мекензи фолс и Тако случајно!, поготово када излази са звездом Мекензи фолса, Чедом Диланом Купером.
- Тони Харт (Тифани Торнтон) је главна глумица Тако случајно! која је љубоморана на Сани. Првобитно се плашила да се Сани усредсређује на њено место и понаша се злобно према придошлици. Међутим, након неког времена, њих две постају најбоље пријатељице. Тони је дива; воли огледала, шминку и све о себи.
- Чед Дилан Купер (Стерлинг Најт) је тинејџерска звезда и главни глумац Мекензи фолс, ривалске тинејџерске серије. Он је тврдоглав, егоистичан, размажен и усамљен, али има мекану страну, коју обично показује само Сани. Он и Сани су имали однос љубави и мржње све до друге сезоне када је био Санин дечко у епизоди „Заљубљивање у фолс” док се нису разишли у „Сани са избором”. Као резултат ове везе, почео је да се зближава са глумцима Тако случајно! и на крају је почео да се дружи са њима.
- Нико Херис (Брендон Мајчел Смит) је глумац серије Тако случајно! који је најбољи пријатељ са Грејдијем. Увек се удара са девојкама и заљубљен је у звезду Мекензи фолса Пенелопи, која га непрестано одбија кад је затражи. За њега се каже да је откривен у бенду од једног човека.
- Грејди Мичел (Даг Брончу) је члан екипе Тако случајно!. Он је најбољи пријатељ са Ником који га често назива Џи. Грејди је увек укључен у чудне планове са Ником. Показало се да је тупав, лаковеран и незрео. Он такође долази до веома чудних закључака у одређеним ситуацијама. Он воли да једе и мрзи вежбање. Он тврди да је стручњак за читање са усана, али врло често погрешно чита са усана својих колега и излази са не-сензуалним реченицама.
- Зора Ланкестер (Елисон Ешли Арм) је најмлађи члан екипе Тако случајно!. Врло је паметна, мистериозна, луда и мудра. Она је најлукавија у екипи Тако случајно! је позната као чудакиња. Често се појављује ниоткуда, изненађујући своје пријатеље. Она је помало детективка и ставља своје вештине у употребу у Тако случајно! студију.

## Емитовање и титловање
Сани, звезда у успону је емитована у Србији, Црној Гори, Северној Македонији и у деловима Босне и Херцеговине на српској верзији Дизни канала током 2012. године. Титл је радио студио Ес-Ди-Ај мидија. Све сезоне су титловане и емитоване.